# Onobrychis saravschanica
Onobrychis saravschanica är en ärtväxtart som beskrevs av Boris Fedtjenko. Onobrychis saravschanica ingår i släktet esparsetter, och familjen ärtväxter. Inga underarter finns listade i Catalogue of Life.